# Vincent Lemieux
Vincent Lemieux (né le 13 juillet 1933 à Lévis, mort le 18 juillet 2014  à Québec) est un politologue québécois et un professeur émérite de l'Université Laval,.

## Honneurs
- 1978 - Prix Léo-Pariseau
- 1979 - Bourse Killam
- 1998 - Prix Léon-Gérin
- 2003 - Officier de l'Ordre national du Québec[4]
- 2006 - Membre de l'Ordre du Canada

### Article annexe
- Prix Vincent-Lemieux
- Bourse Vincent-Lemieux